# Gregory Boyington

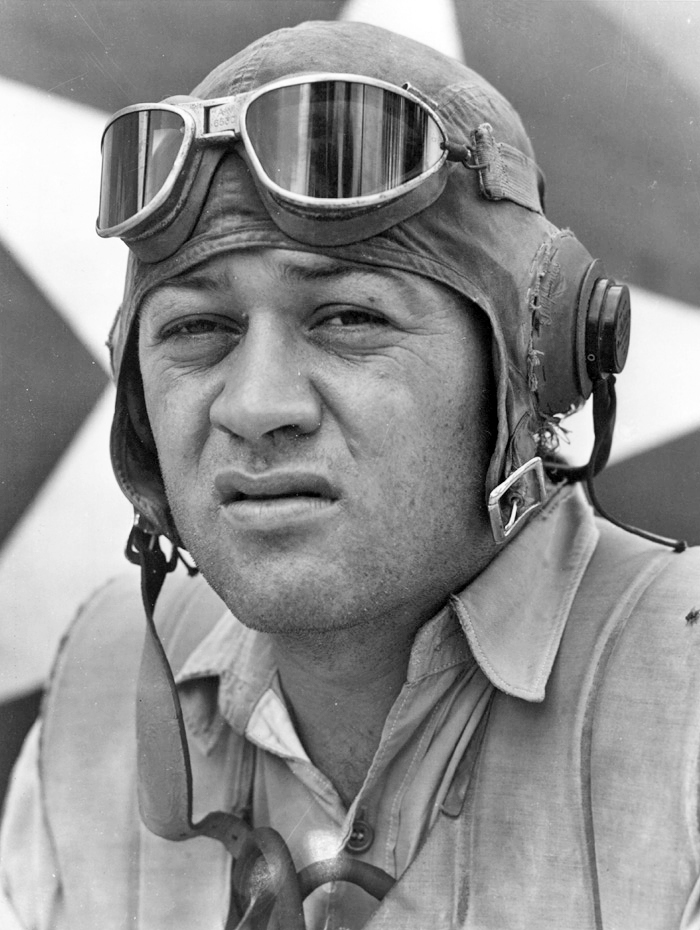
Gregory Boyington

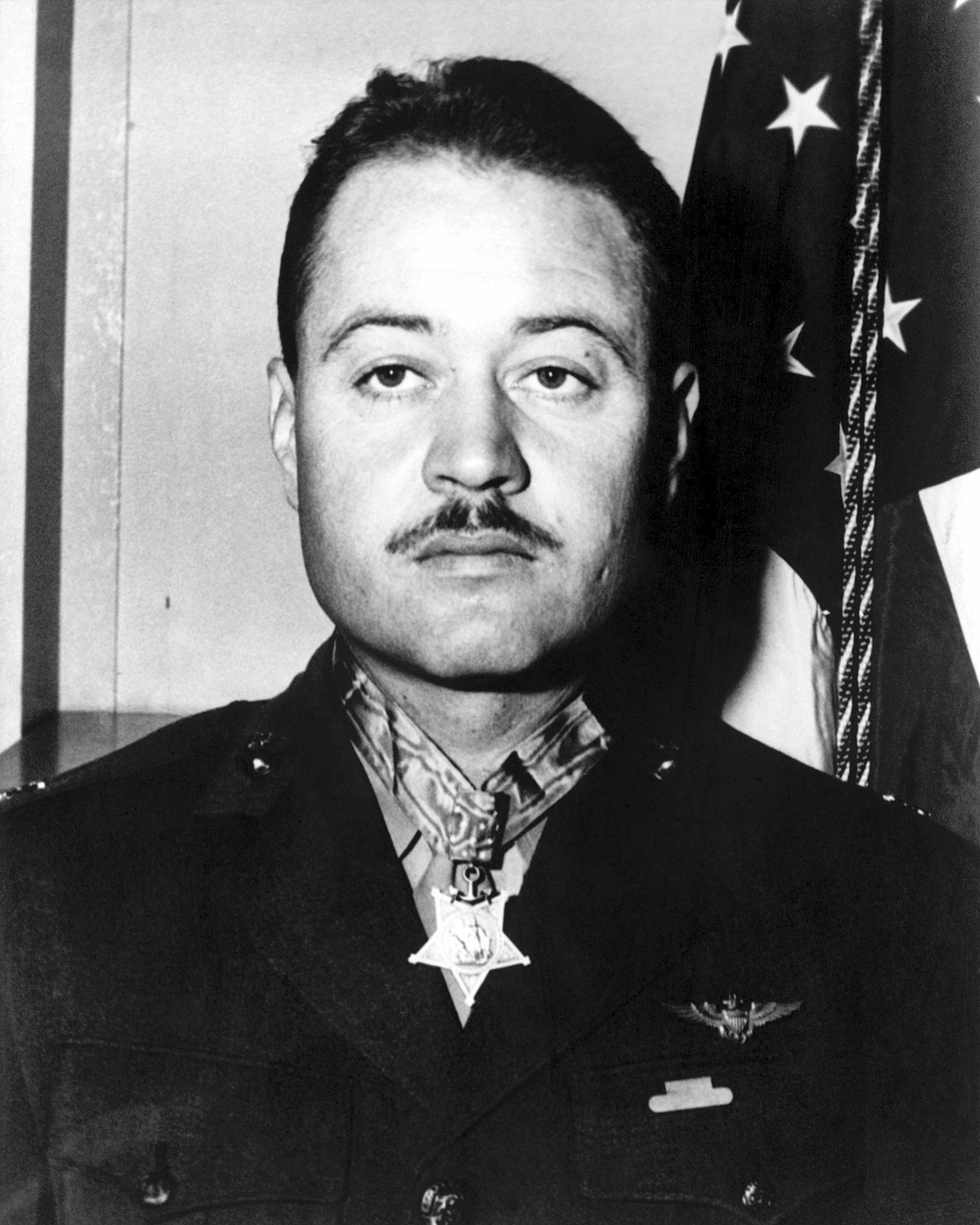
Boyington kurz nach dem Erhalt der Medal of Honor

Gregory Boyington (* 4. Dezember 1912 in Coeur d’Alene, Idaho; † 11. Januar 1988 in Fresno, Kalifornien) war ein US-amerikanischer Jagdpilot im Zweiten Weltkrieg.

## Leben
Boyington studierte Luftfahrttechnik an der University of Washington. Nach Abschluss des Studiums 1934 war er zunächst bei der Boeing Aircraft Company beschäftigt. Er wurde im Februar 1936 vom US-Bundesstaat Washington zum Luftfahrtkadetten des United States Marine Corps (USMC) ernannt. Im März 1937 schloss er die Ausbildung an der Naval Air Station in Pensacola, Florida, ab. Er schloss sich den Flying Tigers, einer amerikanischen Freiwilligengruppe von General Claire Lee Chennault an. Als die USA am 7. Dezember 1941 durch den japanischen Luftangriff auf Pearl Harbor in den Zweiten Weltkrieg hineingezogen wurden, trat er 1942 wieder den Marines bei. Im Südpazifik diente er in den Monaten nach dem Kampf um Guadalcanal als Executive Officer der Marine Fighting Squadron 121 (VMF-121). Im Jahr 1943 erhielt Major Boyington das Kommando über die neu gebildete Marine Attack Squadron 214 Black Sheep, die hauptsächlich auf den Salomonen operierte. Sein väterliches Verhältnis zu seinen Männern und wohl auch sein für einen Jagdflieger schon hohes Alter brachten ihm bald den Spitznamen „Pappy“ ein. Am 3. Januar 1944 holte er drei japanische Kampfflugzeuge vom Himmel und wurde selbst im Hafen von Rabaul, New Britain, abgeschossen und landete mit dem Fallschirm im Südpazifik. Ein japanisches U-Boot nahm ihn auf und brachte ihn in das Kriegsgefangenenlager Ōfuna.
Er wurde 1945 aus der Gefangenschaft entlassen und US-Präsident Harry S. Truman verlieh ihm am 5. Oktober 1945 in Washington, D.C. die Ehrenmedaille (die höchste militärische Auszeichnung). Am Tag zuvor hatte ihn General Alexander Archer Vandergrift, Kommandant des Marine Corps, mit dem Navy Cross ausgezeichnet, denn er hatte 28 (oder 26) feindliche Flugzeuge der Japaner abgeschossen. 1947 wurde er als Oberst in den Ruhestand versetzt. Boyington wurde 1988 auf dem Nationalfriedhof Arlington, Virginia, mit militärischen Ehren zu Grabe getragen.
Publikationen
- Baa baa, black sheep. Bantam Books, Toronto 1958 (Memoiren).
- Tonya. Pocket Books, New York 1961, OCLC 36481322.

## Rezeption
- Frei nach dem von Gregory Boyington geschriebenen Buch „Baa Baa Black Sheep“ wurde in dem Zeitraum zwischen 1976 und 1978 eine gleichnamige 36-teilige US-Kriegsserie von Stephen J. Cannell produziert. Die Serie „Baa Baa Black Sheep“ lief in Deutschland unter dem Namen Pazifikgeschwader 214.
- 1978 erschien ein Hörbuch mit dem Titel Pappy Boyington, [World War II Ace] a personal reflection on his life auf einer Langspielplatte. Boyington erzählte dort von seiner Kindheit, seiner Karriere als Pilot und seinen Abenteuern mit den „Flying Tigers“ im Zweiten Weltkrieg.
- In seinem Geburtsort Coeur d’Alene in Idaho wurde im Jahr 2007 der Flughafen in „Pappy Boyington Field“ umbenannt. In einem Dokumentarfilm wird darüber von dem Darsteller Robert Conrad und Greg Boyington, dem Sohn Pappy Boyingtons, berichtet.[6]